# Thanh An, Thành phố Hồ Chí Minh
Thanh An là một xã thuộc Thành phố Hồ Chí Minh, Việt Nam.

## Địa lý
Xã Thanh An có diện tích 58,57 km², dân số năm 2021 là 13.004 người, mật độ dân số đạt 222 người/km².

## Hành chính
Xã Thanh An được chia thành 8 ấp: Bàu Cây Cám, Bến Chùa, Bến Tranh, Cần Giăng, Cỏ Trách, Cà Tông, Xóm Mới, Thanh Tân.

## Lịch sử
Trước đây, Thanh An là một xã thuộc huyện Bến Cát cũ.
Ngày 23 tháng 7 năm 1999, Chính phủ ban hành Nghị định 58/1999/NĐ-CP về việc chuyển xã Thanh An thuộc huyện Bến Cát về trực thuộc huyện Dầu Tiếng mới tái lập quản lý.